# ألان بوتس
ألان بوتس (بالإنجليزية: Allan Potts)‏ هو منافس ألعاب قوى نيوزيلندي، ولد في 25 سبتمبر 1934 في أوامرو ‏ في نيوزيلندا، وتوفي في 8 مايو 2014 في هاستينجس في نيوزيلندا.